# 荒漠甘泉 (歌曲)
〈荒漠甘泉〉（英語："Desert Oasis"）是香港歌手鄭秀文演唱的一首粵語歌曲，於2013年11月1日由寰亞唱片作派台及數位發行，並收錄於2013年12月23日發行的粵語專輯《Love Is Love》。該曲由黃偉文填詞，藍奕邦、James Ting作曲，藍奕邦、James Ting編曲，蔡德才監製，為專輯第一支派台歌曲，於2013年派往電台播放。這首歌講述一位女孩對愛的執著與追尋， 說著她在荒漠裏面乾了很久，最終遇到甘泉，遇上她心目中的愛情。歌詞最後寫出，這愛情其實是上帝在帶領。

歌曲推出後獲得熱烈回響，成為中文歌曲龍虎榜、新城勁爆流行榜、903專業推介、RoadShow 粵語歌曲排行榜、澳門電台華語歌曲排行榜、988最好聽音樂榜、至尊金曲流行榜、百事最強音樂會熱點歌曲排行榜 、音樂先鋒榜、全球華語歌曲排行榜 與 廣東廣播電視台音樂之聲粵語歌曲排行榜 十一台冠軍歌 

## 歌詞與主題
這首歌以輕快風格為主，是一首歌頌追尋愛情的詩歌，用天馬行空的歌詞點出上帝的存在，只要保持信念，相信上天自有安排，為你安排生命中的另一半，意圖鼓勵當時單身的鄭秀文，靜待「甘泉」即將享受滋潤的感受，

## 歌曲列表
| 線上下載 串流媒體 | 線上下載 串流媒體    | 線上下載 串流媒體 |
| 曲序              | 曲目                 | 时长              |
| ----------------- | -------------------- | ----------------- |
| 1.                | 荒漠甘泉(Radio Edit) | 3:32              |

## 反響與評價
《荒漠甘泉》發行後獲得了樂迷的喜愛，說旋律不錯、搶耳、有新鮮感及歌詞散發出正能量。

## 榜單
| 週榜單（2013年）/（2014年）                       | 最高 名次 |
| ------------------------------------------------- | --------- |
| 香港（中文歌曲龍虎榜）                            | 1         |
| 香港（新城勁爆流行榜）                            | 1         |
| 香港（903專業推介 ）                              | 1         |
| 香港（RoadShow 粵語歌曲排行榜 ）                  | 1         |
| 澳門（澳門電台華語歌曲排行榜 ）                   | 1         |
| 馬來西亞（988最好聽音樂榜 ）                      | 1         |
| 英國（至尊金曲流行榜 ）                           | 1         |
| 中國大陸（百事最強音樂會熱點歌曲排行榜 ）         | 1         |
| 中國大陸（音樂先鋒榜 ）                           | 1         |
| 中國大陸（全球華語歌曲排行榜 ）                   | (1)       |
| 中國大陸（廣東廣播電視台音樂之聲粵語歌曲排行榜 ） | 1         |

- （(1)）兩週冠軍

## 音樂 錄影帶(MV)
- MV由陳偉武執導[24]，在2013年12月12日於香港寰亞唱片官方Youtube頻道發佈。
- 這次在《荒漠甘泉》MV中，Sammi戴上多件伯爵(Piaget)Possession系列的項鏈和戒指來搭配黑色蕾絲髮飾、白色背心、豹紋半截裙，Sammi表示，「這些珠寶款式我好喜歡，好簡單，線條好美。」[25][26]

| 歌名     | 執導   | 首播頻道                    | 首播日期       | 附註 |
| -------- | ------ | --------------------------- | -------------- | ---- |
| 荒漠甘泉 | 陳偉武 | 香港寰亞唱片官方Youtube頻道 | 2013年12月12日 |      |

## 資料來源
1. ↑  . TheChristianPost. 12 December 2013.
2. ↑  . gospelherald. 13 December 2013.
3. ↑  . gospelherald. 7 February 2014.
4. ↑  . 檸音樂. 2013-12-07.
5. ↑  . 檸音樂. 2013-12-21.
6. ↑  . 檸音樂. 2014-01-04.
7. ↑  . 988電台. 2014-01-11.
8. ↑  . youth-online. 2014-03-01.
9. ↑  . 基督教今日報. 7 February 2014.
10. ↑  . facebook. 13 December 2013.
11. ↑  . 時尚品牌網. 18 December 2013.
12. ↑  . Apple Music. 1 November 2013.
13. ↑  . cmusichart. 1 November 2013.
14. ↑  . 檸音樂. 2013-12-07.
15. ↑  . 檸音樂. 2013-12-21.
16. ↑  . 檸音樂. 2014-01-04.
17. ↑  . 澳門電台. 2013-12-06.
18. ↑  . 988電台. 2014-01-11.
19. ↑  . 倫敦國際廣播電台. 2013-12-17.
20. ↑  . 音樂先鋒榜. 2013-11-30.
21. ↑  . YES933. 2013-12-07.
22. ↑  . YES933. 2013-12-14.
23. ↑  . youth-online. 2014-03-01.
24. ↑  . facebook. 13 December 2013.
25. ↑  . beautimode. 19 December 2013.
26. ↑  . 鳳凰網. 16 December 2013.
27. ↑  .   [2013-12-12].